# Medaglia per il giubileo dei 70 anni delle forze armate dell'Unione Sovietica
La medaglia per il giubileo dei 70 anni delle forze armate dell'Unione Sovietica è stata un premio statale dell'Unione Sovietica.

## Storia
La medaglia venne istituita il 24 gennaio 1988.

## Assegnazione
La medaglia veniva assegnata a generali, ammiragli, ufficiali, marescialli, sergenti, sottufficiali, soldati e marinai che fossero membri delle Forze Armate dell'URSS, delle truppe del Ministero degli Affari Interni o del Ministero per la Sicurezza dello Stato il 23 febbraio 1988.

## Insegne
- La medaglia era di ottone. Il dritto raffigurava al centro, a sinistra i profili di tre militari sovietici, un pilota che indossa un casco di volo a sinistra, un marinaio in mezzo, un soldato con elmo a destra, al di sopra l'immagine in rilievo di una stella a cinque punte contenente falce e martello, sotto di la scritta in rilievo su due file "1918" e "1988", sovrapposte a una corona di quercia e di alloro salente lungo la circonferenza della medaglia e separata in alto da una stella a cinque punte. Sul rovescio vi era la scritta su quattro righe "70 ANNI DELLE FORZE ARMATE SOVIETICHE" con sotto una corona di rami di quercia e di alloro.
- Il nastro era rosso con bordi verdi e con al centro una striscia gialla caricata di una sottile striscia grigia.